# Mirko Hrgović
Mirko Hrgović est un footballeur international bosnien d'origine croate, né le 5 février 1979.

## Biographie

### NK Široki Brijeg
Hrgović, qui est un Croate ethnique, a décidé de jouer pour la Bosnie-Herzégovine après que ses matchs soient passés inaperçus en Croatie. Hrgović décide de prendre la nationalité de la Bosnie-Herzégovine alors qu'il joue pour le club bosnien-herzégovinien NK Široki Brijeg et répond à l'appel de Blaž Slišković. Hrgović a joué pour le NK Posušje et le NK Široki Brijeg dans la Premier League de Bosnie-Herzégovine, le Gamba Osaka et le JEF United Chiba dans la J1 League, le VfL Wolfsburg dans la Bundesliga allemande, Hajduk Split, le Dinamo Zagreb dans la 1.HNL.

### NK Dinamo Zagreb
Le 18 juillet 2008, Hrgović signe un contrat de trois ans. Son transfert, même s'il ne s'est pas fait directement de Hajduk au Dinamo, a suscité une certaine controverse parmi les supporters de Hajduk et du Dinamo. Alors que les fans d'Hajduk ont tendance à considérer ce transfert comme une trahison envers leur club bien-aimé, les fans du Dinamo ne pardonnent pas l'altercation physique entre Hrgović et quelques-uns d'entre eux, survenue sept mois plus tôt lors de la compétition nationale de futsal. Des graffitis contre Hrgović et des menaces de mort (dont une marionnette le représentant pendu à la clôture du stade du Dinamo) ont été enregistrés.

### Greuther Fürth
Le 17 juillet 2009, il signe un contrat de deux ans avec le SpVgg Greuther Fürth et est libéré le 25 novembre 2009,.

### NK Široki Brijeg
Après avoir été libéré en novembre 2009 par le SpVgg Greuther Fürth, Hrgović a signé en mars 2010 un contrat avec son ancien club, le NK Široki Brijeg.

### Carrière internationale
Il a fait ses débuts avec la Bosnie-Herzégovine lors d'un match amical en février 2003 contre le Pays de Galles et a obtenu un total de 29 sélections, marquant 2 buts. Il a joué comme joueur standard pendant le règne de Blaž Slišković en tant que sélectionneur national. Après la démission de Slišković en 2006, il a joué sous les ordres du nouveau sélectionneur Fuad Muzurović et plus tard pour Meho Kodro. Lorsque Miroslav Blažević devient entraîneur, il est écarté pour plusieurs matchs car il ne joue pas bien pour son club. Son transfert au Greuther Fürth s'est avéré judicieux puisqu'il a été rappelé pour représenter la Bosnie lors des derniers matchs de qualification pour la Coupe du monde 2010 contre l'Estonie et l'Espagne. Son dernier match international a été un match de qualification pour la Coupe du monde de la FIFA en octobre 2009 contre l'Espagne.